# Svensk mesterskab i ishockey 1946
Det svenske mesterskab i ishockey 1946 var det 24. svenske mesterskab i ishockey for mandlige klubhold. Mesterskabet havde deltagelse af 39 klubber og blev afviklet som en cupturnering i perioden 31. januar - 7. marts 1946.
Mesterskabet blev vundet af AIK, som blev svenske mestre for fjerde gang i alt og for første gang siden 1938. I finalen vandt AIK med 5-1 over Södertälje SK under overværelse af 3.302 tilskuere på Östermalms idrottsplats i Stockholm. Efter første periode var stillingen 1-1, men AIK vandt begge de resterende perioder med 2-0. Hans Lenkert scorede to mål i finalen for mesterholdet, mens Olle Johansson, Tage Lindberg og Lars Ljungman stod for de øvrige tre mål. Södertälje SK's enlige fuldtræffer blev sat ind af Birger Nilsson.
AIK var i SM-finalen for syvende gang i alt men for første gang siden 1940. Södertälje SK havde kvalificeret sig til slutkampen for tredje sæson i træk og 11. gang i alt, og det var syvende gang, at holdet måtte nøjes med sølvmedaljerne. På trods af de to holds mange finalepladser indtil da, var det første gang, at holdene mødtes i en SM-finale.
De forsvarende mestre fra Hammarby IF blev slået ud i semifinalen af de senere mestre, lokalrivalerne AIK, som i en hårdt spillet kamp vandt med 4-2 efter forlænget spilletid. Hammarby IF førte ellers med 2-0 efter anden periode, men finalepladsen glippede efter to AIK-mål i tredje periode og yderlige to i den forlængede spilletid.

## Resultater

### Første kvalifikationsrunde
| 1. februar | Wifsta/Östrands IF - Heffners IF | 13–1 |

### Anden kvalifikationsrunde
| 31. januar  | Leksands IF - Mora IK           | 4–5  |
| 31. januar  | IK Westmanna - Västerås SK      | 0–9  |
| 1. februar  | Sörhaga IK - BK Dixhof          | w.o. |
| 1. februar  | IK Warpen - Sandvikens IF       | w.o. |
| 3. februar  | IFK Nyland - Wifsta/Östrands IF | 1–6  |
| 10. februar | IK Sleipner - BK Forward        | 5–2  |

### Første runde
| 1. februar  | IFK Tumba - Hammarby IF            | w.o. |
| 1. februar  | Södertälje SK - IF Olympia         | 8–1  |
| 3. februar  | BK Dixhof - IF Forshaga            | w.o. |
| 6. februar  | Sundbybergs IK - Atlas Diesels IF  | 4–6  |
| ?           | IK Göta - Värtans IK               | 8–1  |
| 7. februar  | IFK Mariefred - Lilljanshofs IF    | 5–4  |
| 7. februar  | Nacka SK - UoIF Matteuspojkarna    | 7–0  |
| 7. februar  | Årsta SK - Tranebergs IF           | 3–9  |
| 8. februar  | Skuru IK - Södertälje IF           | 4–3  |
| 8. februar  | AIK - Reymersholms IK              | 10–0 |
| 8. februar  | Surahammars IF - Västerås SK       | 2–9  |
| 9. februar  | Åkers IF - Westermalms IF          | 6–8  |
| 10. februar | Mora IK - Strömsbro IF             | 12–5 |
| 11. februar | Brynäs IF - Sandvikens IF          | 6–5  |
| 12. februar | IK Sleipner - Karlbergs BK         | 1–4  |
| 12. februar | Wifsta/Östrands IF - Skellefteå IF | w.o. |

### Ottendedelsfinaler
| 12. februar | Forshaga IF - AIK                     | 1–7  |               |     |
| 12. februar | Westermalms IF - Tranebergs IF        | 2–6  |               |     |
| 14. februar | IK Göta - Karlbergs BK                | 4–3  |               |     |
| 14. februar | Västerås SK - Skuru IK                | 14–2 |               |     |
| 14. februar | IFK Mariefred - Hammarby IF           | 3–10 | 0-2, 0-6, 3-2 | 800 |
| 14. februar | Södertälje SK - Nacka SK              | 3–2  |               |     |
| 14. februar | Brynäs IF - Mora IK                   | 2–4  |               |     |
| 17. februar | Wifsta/Östrands IF - Atlas Diesels IF | 7–3  |               |     |

### Kvartfinaler
| Dato     | Kamp                               | Res. | Perioder      | Tilsk. | Spillested                  |
| -------- | ---------------------------------- | ---- | ------------- | ------ | --------------------------- |
| 1. marts | Tranebergs IF - Hammarby IF        | 3–5  | 0-3, 2-0, 1-2 | 675    | Kristinebergs IP, Stockholm |
| 3. marts | Mora IK - IK Göta                  | 5–7  |               |        |                             |
| 3. marts | AIK - Västerås SK                  | 7–6  |               |        |                             |
| 3. marts | Södertälje SK - Wifsta/Östrands IF | 14–1 |               |        |                             |

### Semifinaler
| Dato     | Kamp                    | Res. | Perioder      | Forl. | Tilsk. | Spillested               |
| -------- | ----------------------- | ---- | ------------- | ----- | ------ | ------------------------ |
| 5. marts | AIK - Hammarby IF       | 4–2  | 0-0, 0-2, 2-0 | 2-0   | 2.051  | Östermalms IP, Stockholm |
| 5. marts | Södertälje SK - IK Göta | 3–1  |               |       |        |                          |

### Finale
| Dato     | Kamp                | Res. | Perioder      | Tilsk. | Spillested               |
| -------- | ------------------- | ---- | ------------- | ------ | ------------------------ |
| 7. marts | AIK - Södertälje SK | 5–1  | 1-1, 2-0, 2-0 | 3.302  | Östermalms IP, Stockholm |

## Spillere
AIK's mesterhold bestod af følgende spillere:
- Olle Andersson (2. SM-titel)
- Gerhard Hill (1. SM-titel)
- Östen Johansson (1. SM-titel)
- Hans Lenkert (1. SM-titel)
- Tage Lindberg (1. SM-titel)
- Klas Lindström (1. SM-titel)
- Lars Ljungman (1. SM-titel)
- Åke Ström (1. SM-titel)
- Kurt Svanberg (2. SM-titel)
- Oscar Wester (2. SM-titel)